# Efferia remus
Efferia remus är en tvåvingeart som beskrevs av Tomasovic 2002. Efferia remus ingår i släktet Efferia och familjen rovflugor.
Artens utbredningsområde är Franska Guyana. Inga underarter finns listade i Catalogue of Life.